# القمة الخليجية الاستثنائية 2009
قمة مجلس التعاون الخليجي الاستثنائية 2009 أو القمة الخليجية الطارئة ، عقدت القمة في يوم الخميس 15 يناير 2009 بمدينة الرياض عاصمة المملكة العربية السعودية برئاسة خادم الحرمين الشريفين الملك عبدالله بن عبدالعزيز آل سعود ملك المملكة العربية السعودية وتم خلال القمة بحث تطورات الأوضاع في قطاع غزة نتيجة العدوان الإسرائيلي. 

## المشاركون

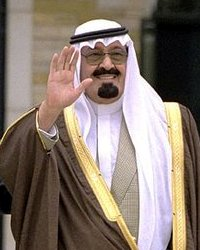
المملكة العربية السعودية خادم الحرمين الشريفين الملك عبدالله بن عبدالعزيز آل سعود ملك المملكة العربية السعودية (رئيس الأجتماع)
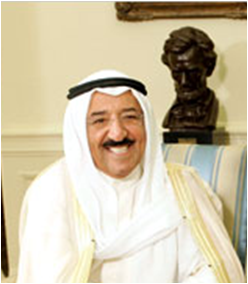
دولة الكويت صاحب السمو الشيخ صباح الأحمد الجابر الصباح أمير دولة الكويت
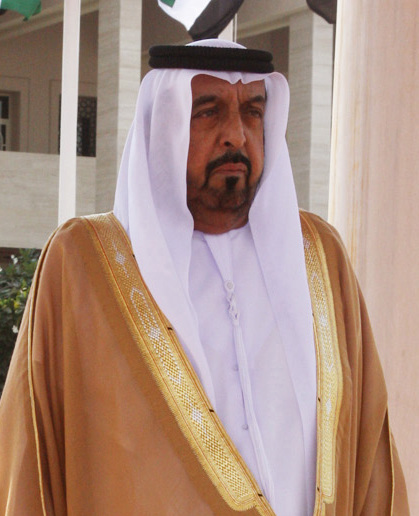
دولة الإمارات العربية المتحدة صاحب السمو الشيخ خليفة بن زايد آل نهيان رئيس دولة الإمارات العربية المتحدة
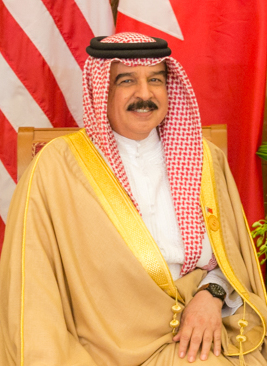
مملكة البحرين صاحب الجلالة الملك حمد بن عيسى آل خليفة ملك مملكة البحرين
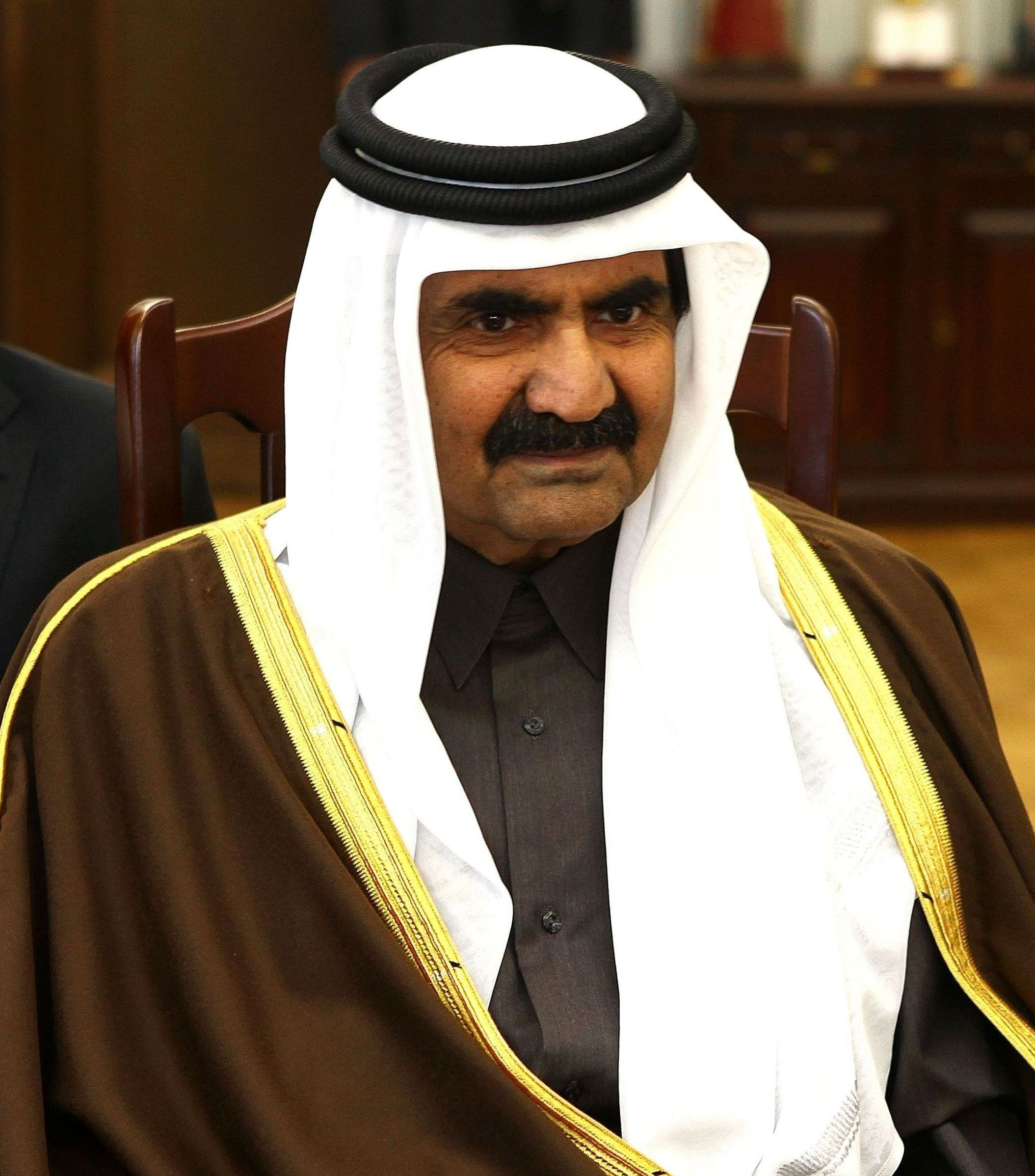
دولة قطر صاحب السمو الشيخ حمد بن خليفة آل ثاني أمير دولة قطر
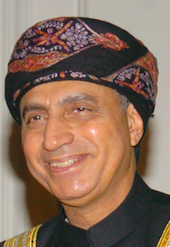
سلطنة عمان صاحب السمو السيد فهد بن محمود آل سعيد نائب رئيس الوزراء لشؤون مجلس الوزراء
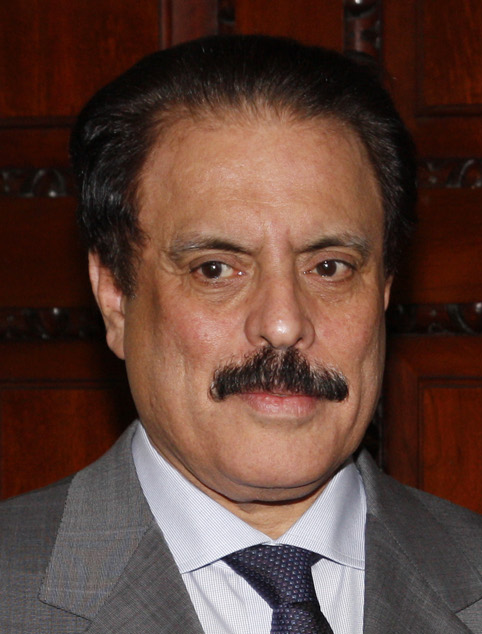
الأمانة العامة لمجلس التعاون الخليجي معالي السيد عبدالرحمن بن حمد العطية أمين عام مجلس التعاون لدول الخليج العربية